# Hauptstraße 9/11 (Karlstadt)

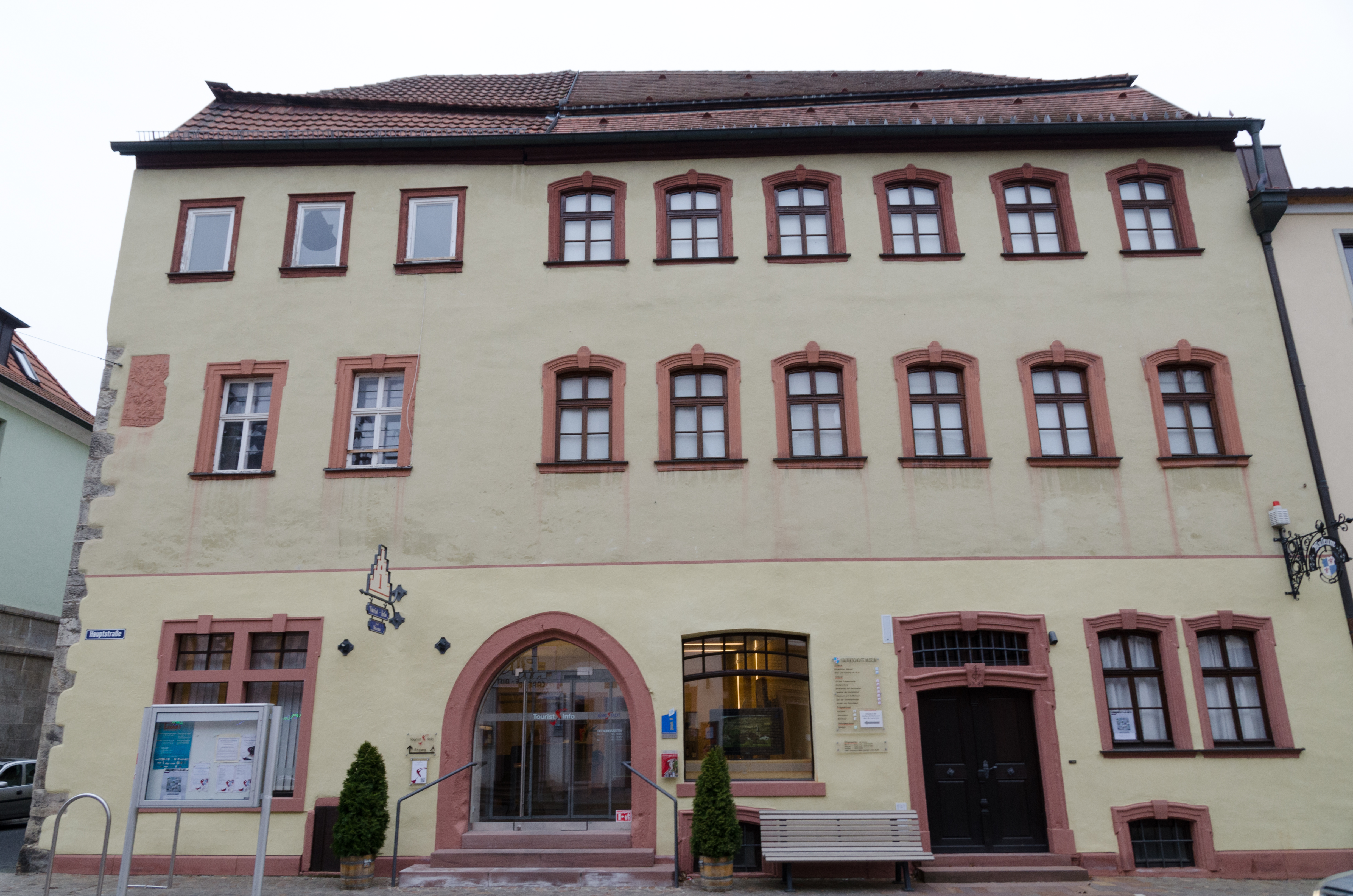
Gebäude Hauptstraße 9/11 in Karlstadt

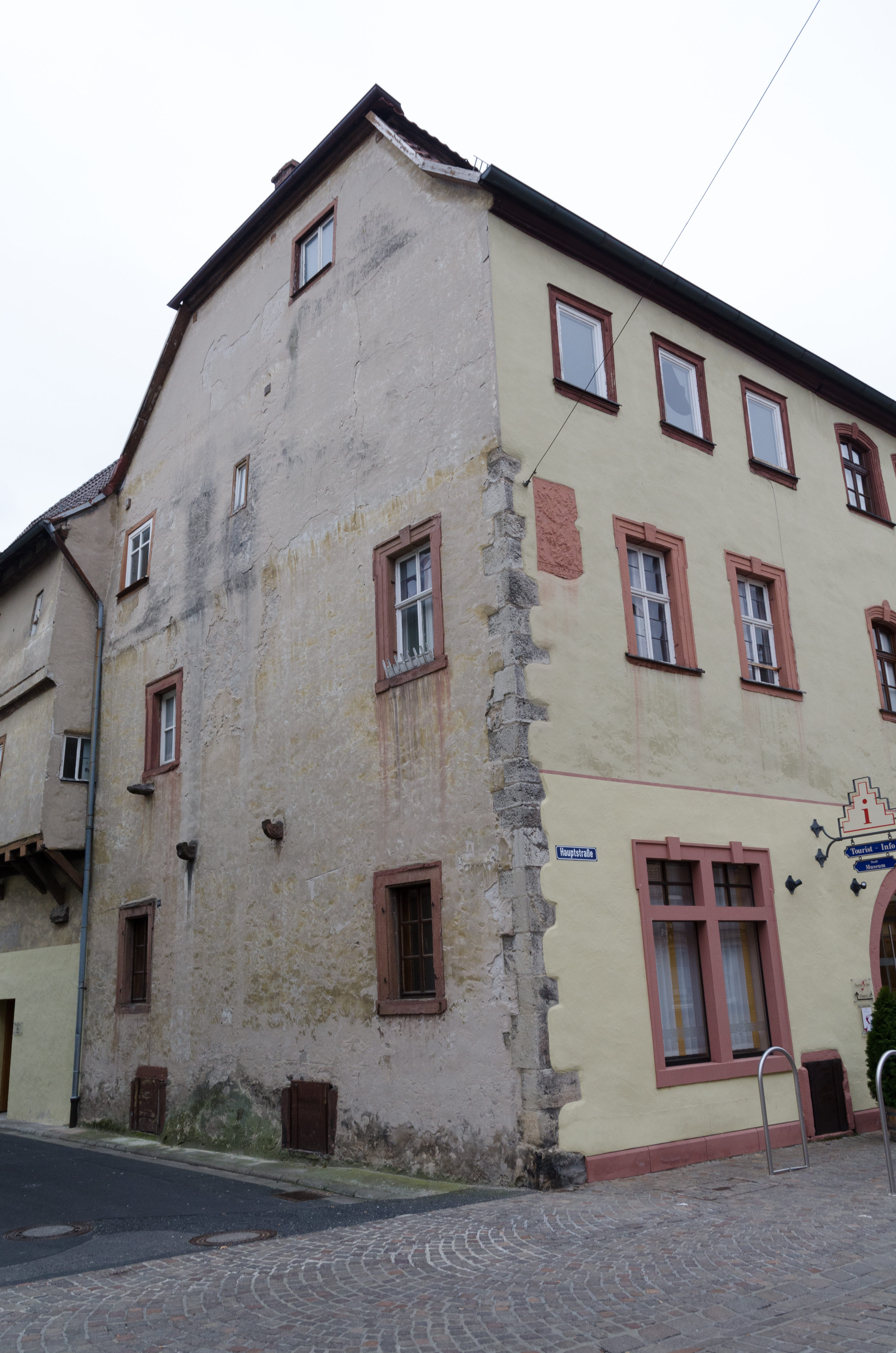
Seitliche Ansicht von Haus Nr. 9

Das Haus Hauptstraße 9/11 in Karlstadt, der Kreisstadt des unterfränkischen Landkreises Main-Spessart in Bayern, wurde ab dem 15. Jahrhundert errichtet. Das Gebäude ist ein geschütztes Baudenkmal.

## Beschreibung
Das heutige Doppelhaus, ein dreigeschossiges Halbwalmdachhaus, entstand durch das Zusammenlegen zweier selbständiger Gebäude, die vom 15. bis 18. Jahrhundert errichtet wurden. Das Haus Nr. 9 besitzt ein Spitzbogenportal und einen Wappenstein, der mit der Jahreszahl 1448 bezeichnet ist. Der gotische Innenausbau und Malereien (mit 1563 bezeichnet) sind erwähnenswert. Das Haus Nr. 11, mit sechs Fensterachsen und einem Portal mit Oberlicht, unterscheidet sich deutlich durch seine Breite vom anderen Teil des Doppelhauses.